# Tyrol Air Ambulance

Das Logo der TAA ca. 1985

Die Tyrol Air Ambulance, kurz TAA, ist eine österreichische Flugrettungsgesellschaft mit Sitz und Heimatbasis auf dem Flughafen Innsbruck. Die Fluggesellschaft ist ein ehemaliges Tochterunternehmen der Welcome Air.

## Geschichte
Im Jahr 1956 wurde die erste Luftrettung mit einem Flugzeug des Typs Piper installiert. Später wurde diese Institution vom Bundesministerium für Inneres übernommen und die Luftrettung mit einem BMI-eigenen Helikopter weiterbetrieben.
1971 wurde die erste permanente alpine Flugrettung Europas in Zusammenarbeit mit der Chirurgie der Uni-Klinik Innsbruck unter Leitung von Gerhard Flora gegründet. Am 5. Juli 1976 fand der erste Rückholflug eines verletzten Urlaubers mit einer gecharterten Cessna Citation 500 aus Griechenland statt. Möglich war der Flug durch eine seit 1963 bestehende Lizenz der Aircraft Innsbruck von Max Schuh, einem Tiroler Luftfahrtpionier. Damit war der Grundstein für die Unternehmensgründung der Tyrolean Air Ambulance gelegt, 1979 stand bereits eine Citation-Flotte als Ambulanzjets zur Verfügung.
Später wurde die Tyrolean Air Ambulance von Tyrolean Airways übernommen und bis 1983 als deren Marke betrieben.
Im Juni 1983 erfolgte die Gründung des Christophorus Flugrettungsvereins, wobei die damalige TAA für den Aufbau des Netzwerks und der Abwicklung der Hubschrauberluftrettung verantwortlich zeichnete. Im Dezember 1983 wurde die Tyrolean Air Ambulance aus Tyrolean Airways ausgegliedert und am 23. Dezember als Tyrolean Air Ambulance Gesellschaft m.b.H. neu gegründet.
Im Jahr 1990 wurde das weltweit erste planmäßige geflogene Ambulanzservice begründet. Umgangssprachlich ist dafür der Begriff "Gipsbomber" entstanden, da vor allem Patienten nach Skiunfällen ab Innsbruck oder Frankreich in die Niederlande, nach Belgien und Großbritannien geflogen werden.
Nach etwa 50.000 Einsätzen wurde 1995 das Luftrettungsnetzwerk fast zur Gänze an den Christophorus Flugrettungsverein übertragen.
1999 erfolgte ein Management-Buy-out. Die Tyrolean Air Ambulance Gesellschaft m.b.H. wurde der 1995 gegründeten Welcome Air angegliedert, die mit 87,53 % den größten Anteil an der TAA hält. 5,00 % befinden sich im Eigentum des Vereins des ÖAMTC. Am 5. April 2000 erhielt das Unternehmen den aktuellen Firmennamen Tyrol Air Ambulance GmbH.
Für das Geschäftsjahr 2012 wies die Gesellschaft einen operativen Verlust von 3,4 Millionen Euro aus. Schon in den beiden vorhergehenden Geschäftsjahren wurden Verluste gemacht, gegenüber 2011 konnte er jedoch nun reduziert werden.
Für das Jahr 2014 konnte ein EGT von 807 TSD EUR erwirtschaftet werden, nachdem die TAA sich von einer Beteiligung an der Air Ambulance Technology in Ranshofen getrennt und aufgrund intensivierter Vertriebsaktivitäten ihren Umsatz deutlich gesteigert hatte.
Im November 2013 wurde die Tyrol Air Ambulance als beste Flugambulanz der Welt ausgezeichnet. Sie konnte sich in dem vom International Travel Insurance Journal veranstalteten Wettbewerb gegen Unternehmen aus Mexiko und Kanada durchsetzen.
Im Februar 2015 wurde die Tyrol Air Ambulance samt der Muttergesellschaft Welcome Air an den britischen Investor Kevin Walls verkauft, dem Geschäftsführer von Aircraft Portfolio Management (APM) in London. Der ÖAMTC bleibt an der Tyrol Air Ambulance weiterhin mit 5 % beteiligt.

## Aufgabenbereich
Die Tyrol Air Ambulance bietet Ambulanzflüge an, meist um Verletzte zur Weiterbehandlung in ihr Heimatland zu überführen. Zu diesem Zweck sind mehrere jederzeit einsatzbereite Geschäftsreiseflugzeuge mit speziellen intensivmedizinischen Einbauten ausgestattet, die von der Air Ambulance Technology in Ranshofen entwickelt werden und an die Anforderungen der Patienten angepasst werden können.
Zudem werden auch Ambulanzlinienflüge angeboten. Ganzjährig werden hauptsächlich in Urlaubsregionen z. B. einmal wöchentlich mehrere Patienten "gesammelt" und in ihr Heimatland geflogen. In der Wintersaison finden diese Flüge auch von Österreich in die Heimatländer der verunglückten Winterurlauber statt, z. B. in die Niederlande. Diese Flüge werden mit Dornier 328 durchgeführt, die teilweise von der Muttergesellschaft Welcome Air stammen und bis zu vier Intensiv- oder sechs Liegeplätze bieten.
Jeder Flug wird von einem ausgebildeten Facharzt mit Notarzt-Diplom sowie Erfahrung in Intensivmedizin begleitet, ggf. fliegt ein Facharzt mit einer Spezialisierung auf die Diagnose des aktuellen Patienten (z. B. Pädiatrie) mit. Zusätzlich ist mindestens eine Fachpflege für Intensivmedizin mit an Bord.
Gegenwärtig transportiert die TAA jährlich etwa 3000 Patienten in ihre Heimat. Ergänzend wird auch die weltweite Rückführung von Patienten auf Linien- oder Charterflügen mit anderen Fluggesellschaften organisiert.

## Flotte

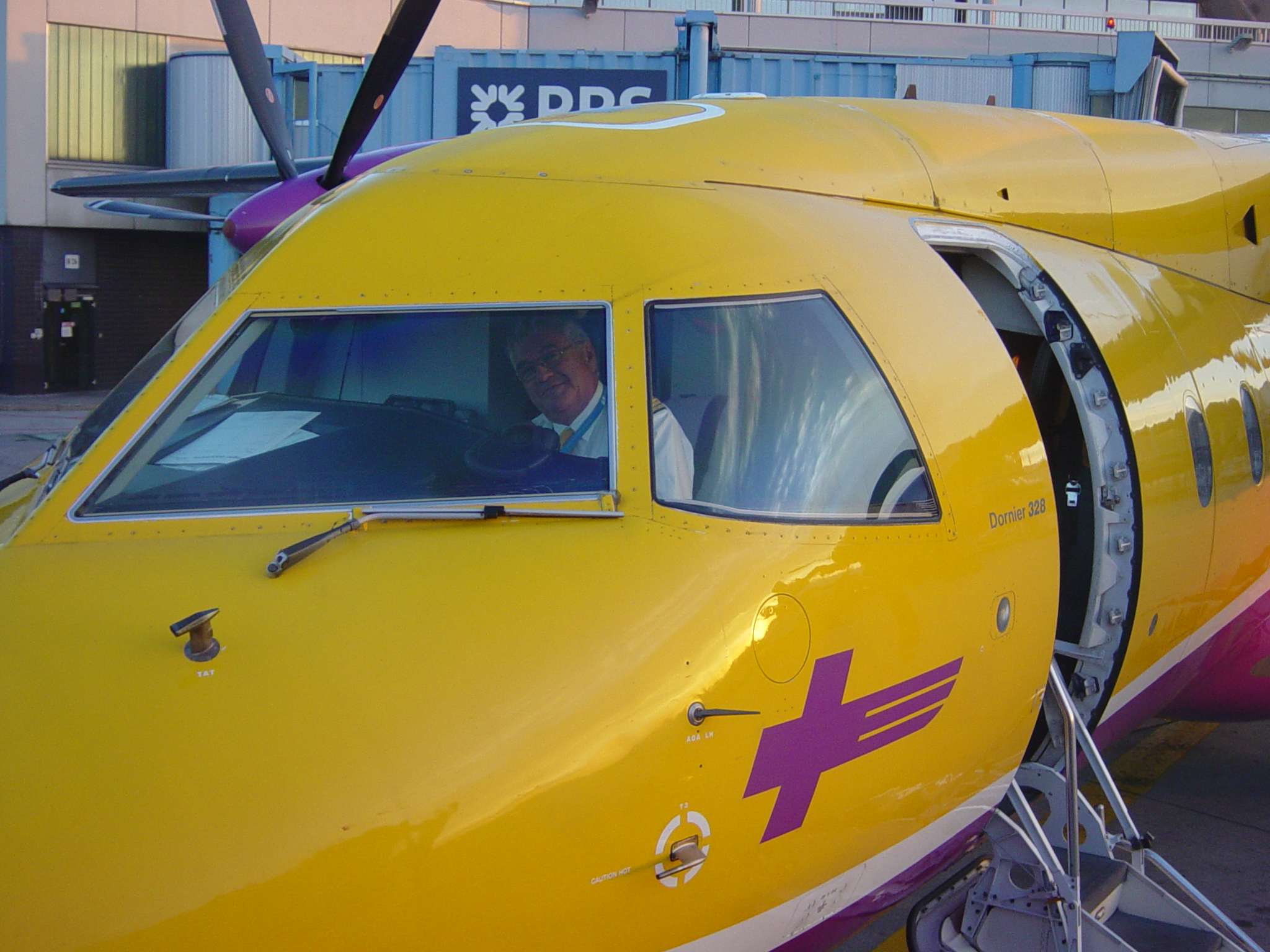
Eine Dornier 328-100 der TAA

Mit Stand Juli 2023 besteht die Flotte der Tyrol Air Ambulance aus fünf Flugzeugen:
- 3 Cessna C55B (Citation Bravo) (OE-GPS, D-CHZF, D-CYKP)
- 2 Gulfstream G100 (IAI 1125 Astra) (OE-GBD, OE-GKW)